# Unité urbaine de la Jarrie
L'unité urbaine de La Jarrie est une unité urbaine française constituée par la commune de La Jarrie, petite ville de la deuxième couronne périurbaine de l'aire urbaine de La Rochelle, située dans le nord de la Charente-Maritime.

## Données générales
En 2010, l'INSEE a procédé à une révision des zonages des unités urbaines de la France; celle de La Jarrie est demeurée inchangée et forme donc une ville isolée selon la nomenclature de l'Insee qui lui a donné le code 17109. 
C'est au recensement de 1999 que La Jarrie a été catégorisée comme unité urbaine; elle comptait alors 2 653 habitants.
En 2007, avec 2 798 habitants, elle constitue la 23e unité urbaine de Charente-Maritime et appartient à la catégorie des unités urbaines de 2 000 à 4 999 habitants.
Sa densité de population qui s'élève à 296 hab/km2 en 2007 en fait une des unités urbaines les plus densément peuplées de la Charente-Maritime.

## Délimitation de l'unité urbaine de 2010
Unité urbaine de La Jarrie dans la délimitation de 2010 et population municipale de 2007
| Commune urbaine | Superficie | Population | Densité de population | Statut       |
| --------------- | ---------- | ---------- | --------------------- | ------------ |
| La Jarrie       | 9,45 km2   | 2 798 hab. | 296 hab/km2           | Ville isolée |